# Mortalidad en las inclusas españolas del siglo XX

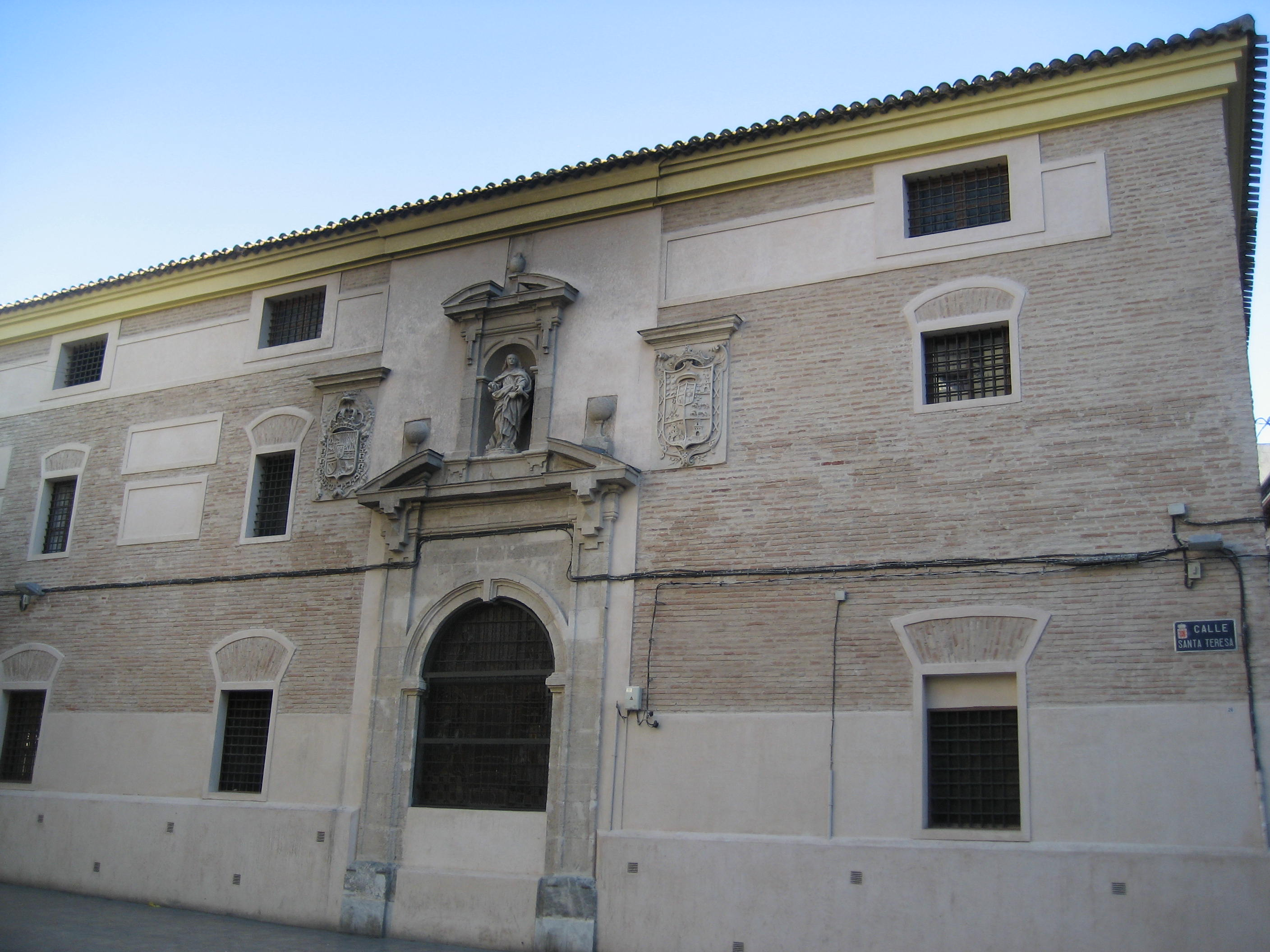
Inclusa de Santa Florentina

La mortalidad en las inclusas españolas del siglo XX experimentó una evolución significativa. En el primer tercio del siglo, más del 50 % de los niños ingresados fallecían, reflejando las precarias condiciones higiénico-sanitarias y la escasa atención médica disponible.
Sin embargo, el progresivo despertar de la conciencia social respecto a la infancia impulsó reformas importantes en estas instituciones. La creación de maternidades, la desaparición del torno y la exposición, junto con cambios legislativos orientados a la protección de la infancia, marcaron un punto de inflexión
Asimismo, la introducción de nodrizas para la alimentación de los recién nacidos y los avances médicos contribuyeron de forma decisiva a la mejora de la supervivencia infantil en estos centros a lo largo del siglo en España.

## Periodo 1900-1925
El funcionamiento de las inclusas españolas en el primer tercio del siglo XX era muy similar. Ingresaba el menor por el torno o la puerta y era dado, tras unos días o semanas, a una nodriza externa generalmente rural con la que permanecería hasta los cinco o los siete años.
Pocos niños llegaban a esta edad porque la mortalidad de los expósitos, tanto en los locales de las inclusas como en las casas de las nodrizas, era superior al 50 % llegando algunas de ellas al 80 %. La mortalidad se producía fundamentalmente en el primer año de vida de los niños.
Contextualizando los datos, la tasa de mortalidad infantil en la sociedad española entre 1900 y 1910 era del 16.5 % del total de niños nacidos vivos, lo que daba cierta cotidianidad al fallecimiento infantil.
En esta etapa continuó la preocupación por la infancia y por la alta mortalidad en las inclusas. Los médicos denunciaban esta situación y los tratadistas señalaban el coste económico que significaba esa pérdida tan grande de vidas y el problema que representaba en una época en que la natalidad estaba en descenso por lo que defendían la lactancia materna como   medio fundamental de reducir la mortalidad.
Algunos médicos, entre ellos Manuel Tolosa Latour, promovieron la Ley de Protección a la Infancia del 12 de agosto de 1904, cuyos objetivos eran proteger la salud de los menores de diez años, velar por los asilados en las inclusas, vigilar la lactancia mercenaria, evitar la mendicidad infantil y obligar al cumplimiento de la legislación sobre el trabajo infantil. Para conseguir estos fines la ley citada establecía la creación de un Consejo Superior de Protección a la Infancia, presidido por el ministro de la Gobernación, y Juntas provinciales y locales, presididas por los gobernadores provinciales y los alcaldes, respectivamente.
Estas juntas, salvo excepciones, solo se reunían dos veces al año para aprobar las cuentas y no siempre asistían todos sus miembros.
Esta falta de eficacia de las juntas provinciales se vio también cuando, en una Real Orden de 21 de junio de 1918, el Consejo Superior de Protección a la Infancia les instó a hacer una visita de inspección a las inclusas. Algunos de los informes resultantes señalaban deficiencias y mal funcionamiento, lo que demuestra que la tarea de supervisión sobre estos establecimientos benéficos no había sido realizada.
La mortalidad infantil en este periodo no era solo por la escasez de nodrizas sino también por la escasa capacidad de los edificios y sus pocos equipamientos que provocaban que en cuanto se acumulaban ingresados hubiera falta de espacio para las cunas y fuera imposible aislar a los enfermos, incluso a los contagiosos.
En 1908 un tratadista los calificaba de caserones desprovistos de condiciones higiénicas. Incluso en algunas ocasiones estaban ubicados en hospitales donde también se asilaban ancianos.
Pero el problema más grave y que incidía más sobre la mortalidad de los asilados era la escasez de nodrizas internas que además, en muchas ocasiones, no reunían las debidas condiciones para amamantar bien, y menos a dos expósitos a la vez.
A estas circunstancias había que añadirle que cuando los niños se iban con sus amas externas, que vivían en casas sin muchas condiciones higiénicas, no solían recibir demasiados cuidados porque estas mujeres, pobres y mayoritariamente rurales, tenían que trabajar en el huerto o con el ganado.
Ante la alta mortalidad en las inclusas, algunos de sus responsables adoptaron posturas como relativizar el porcentaje de fallecimientos, por lo que un 30 % se consideraba muy aceptable.
El debate sobre la mortalidad en las inclusas acabó por llegar a la prensa, al Congreso y al Senado, a raíz de la Memoria del Cuerpo Médico de la Beneficencia Provincial de Madrid en 1918, en la que se afirmaba que la mortalidad global en la Inclusa de esa provincia era del 51,96 % y en el Departamento del Biberón, del 100 %. La consecuencia fue la Real Orden del 21 de junio de 1918 que dio lugar a una serie de informes elaborados por las juntas provinciales de protección a la infancia.
Estos informes alababan algunas inclusas inspeccionadas, pero otros señalaban problemas importantes que incidían directamente sobre la mortalidad de los asilados.

## Periodo 1925-1935

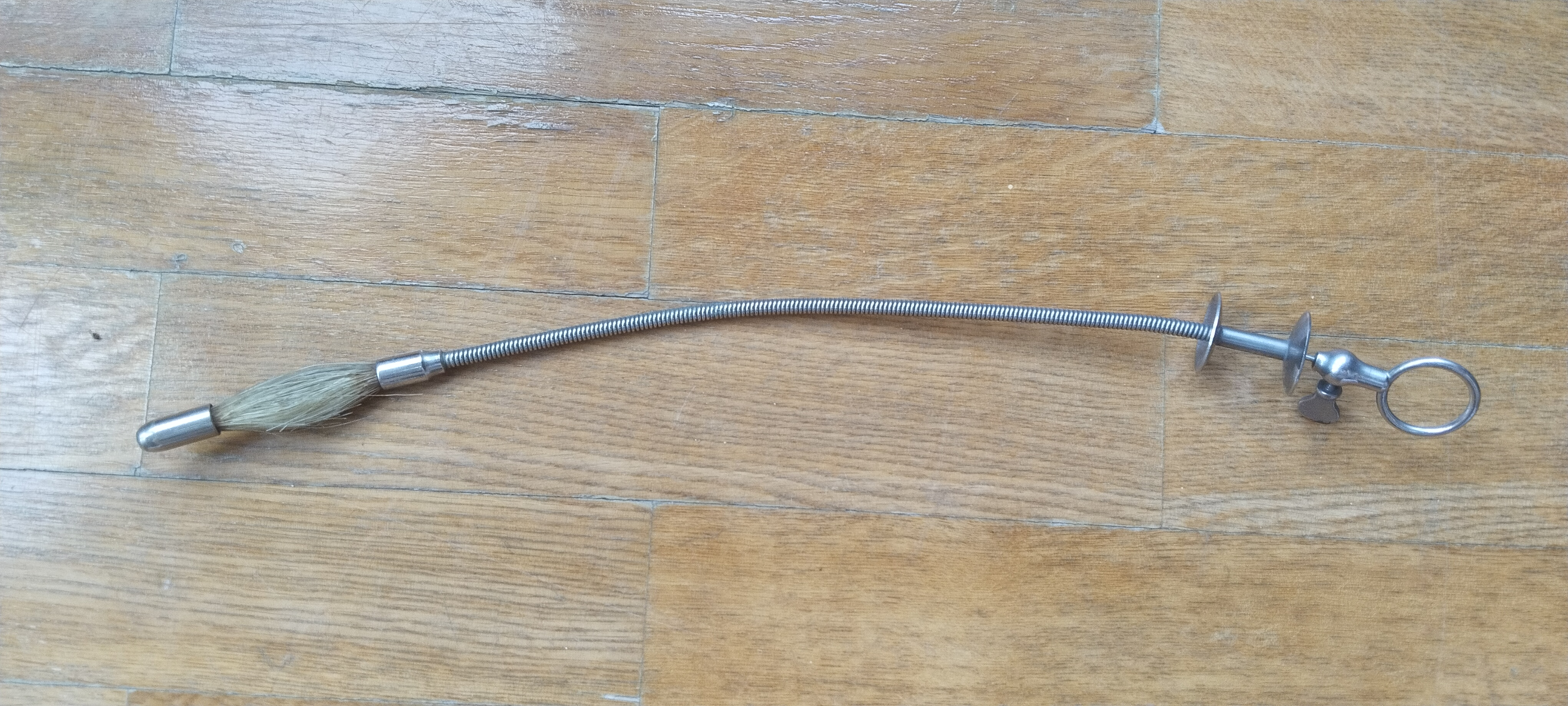
Quita membranas de difteria. Primera mitad del siglo XX.

En este periodo se cerraron la práctica totalidad de los tornos en España con lo que el abandono anónimo desapareció y con ello mejoró la situación de los niños abandonados aunque la mortalidad siguió siendo muy elevada.
Las enfermedades que causaban más muertes en las inclusas durante esta etapa eran por orden de frecuencia las gastrointestinales-nutricionales, las respiratorias (bonquitis, neumonías), meningitis, tos ferina, sarampión y tuberculosis. Respecto a la sífilis se tomaban precauciones para evitar contagios a las nodrizas como que fuera la madre natural la que amamantara al niño sifilítico y en caso de no ser posible se alimentaba al niño con leche artificial con lo que fallecían prácticamente la totalidad de estos niños.
Otras inclusas también habían adoptado medidas, como aplicar la reacción de Wassermann a todos los niños antes de enviarlos con nodrizas externas. El primer centro que incorporó esta medida fue la Casa Cuna de Fraisoro en Guipúzcoa.
Todavía en la tercera década del siglo XX, algunos responsables políticos y sanitarios de algunas inclusas seguían considerando que las causas de las defunciones de los asilados eran muy difíciles de corregir, ya que radicaban en taras genéticas transmitidas por padres tuberculosos, sifilíticos o alcohólicos. Estas teorías se desecharon al contrastar los datos de estudios que apuntaban a causas independientes de la genética la mortalidad en las inclusas.
Cuando los médicos, los responsables políticos y también la prensa achacaban a las taras y a las enfermedades heredadas de los padres la alta mortalidad de los incluseros, anulaban un debate social amplio sobre las medidas que se deberían adoptar para reducir los fallecimientos.
En 1927 otra vez se generó un debate en varios periódicos madrileños a causa de las declaraciones de uno de los médicos del establecimiento benéfico, Juan Bravo Frías, en las que ofrecía unos porcentajes de mortalidad en la Institución que en seguida fueron rebatidos por la Diputación. La consecuencia más inmediata de este debate, a nivel general, fue una Real Orden en mayo de ese mismo año que establecía que las mujeres que utilizaran las maternidades debían amamantar a sus hijos allí nacidos por un mínimo de dos meses. 
Esta medida solucionó en parte el problema básico que tenían las inclusas que era el de la escasez de amas de lactancia y diversos estudios confirmaron que la supervivencia de los niños mejoraba si la madre lactaba dos meses a su hijo y además producía otro efecto positivo como era que se estableciera un lazo afectivo madre-hijo que disminuía el abandono.
Los debates en la prensa, especialmente por parte del médico Juan Antonio Alonso Muñoyerro, crearon las condiciones para que se tratara en profundidad el tema de la mortalidad en las inclusas y se plantearan soluciones.
El hecho de que las mujeres que habían parido en las maternidades ejercieran de nodrizas en las inclusas no resolvía totalmente el problema de la mortalidad. Por esa razón, en la tercera década del siglo XX, algunas inclusas tomaron otras medidas, como el traslado a nuevos edificios y la modernización de su funcionamiento. También contrataron más personal y aumentaron los equipamientos: instalación de aparatos de rayos ultravioleta que favorecían la mejora de los asilados raquíticos, perfeccionamiento del aislamiento de los niños enfermos e instalación de laboratorios, salas de operaciones y rayos X.

## Periodo 1935-1980
Este periodo fue el de la modernización de las inclusas coincidiendo con los avances médicos más importantes del siglo XX.
Hubo una toma de conciencia por parte de las instituciones, en especial las Diputaciones Provinciales, para mejorar los establecimientos y la atención a los niños abandonados y sus madres a pesar de la miseria existente en España tras la guerra civil.
En cuanto a los avances médicos, hasta 1930 las únicas vacunas utilizadas en España fueron las de la viruela y la fiebre tifoidea, y a partir de ese año se desarrollaron durante las siguientes décadas las de la tuberculosis (década de los años treinta), difteria, (1945) tos ferina,(1965) sarampión, polio (1963) etc. Fue una gran contribución a la práctica eliminación de estas enfermedades.
Otro avance significativo en este siglo fue el despliegue en casi todas las capitales de provincia españolas de las Gotas de Leche, que proporcionaban leche maternizada y a partir de 1945 la mejoría de las leches artificiales hizo que fueran un alimento eficaz sustitutivo de la leche materna. Esto supuso la desaparición de las nodrizas.
Así mismo, la llegada de la penicilina a partir de 1945 fue un hito en la lucha contra las enfermedades infecciosas.